# Wisowaty
Wisowaty – nazwisko używane w Polsce.
Na początku lat 90. XX wieku nosiło je w Polsce 71 pełnoletnich osób. Najwięcej w dawnym woj. kieleckim (14 osób), gdańskim (9 osób) i suwalskim (8 osób).